# Cryptazeca kobelti
Cryptazeca kobelti is een slakkensoort uit de familie van de Ferussaciidae. De wetenschappelijke naam van de soort is voor het eerst geldig gepubliceerd in 1983 door E. Gittenberger.